# Малая Ульма
Малая Ульма — село в Рыбницком районе непризнанной Приднестровской Молдавской Республики на притоке Днестра — реке Рыбница. Вместе с сёлами Ульма, Лысая Гора и Новая Михайловка входит в состав Ульмского сельсовета.